# بيل جونسون (موسيقي)
بيل جونسون (بالإنجليزية: Bill Johnson)‏ هو موسيقي ومغني أمريكي، ولد في 1905 في ليكسينغتون في الولايات المتحدة، وتوفي بنفس المكان في 1955.

## روابط خارجية
- بيل جونسون على موقع ميوزك برينز (الإنجليزية)
- بيل جونسون على موقع أول ميوزيك (الإنجليزية)
- بيل جونسون على موقع ديسكوغز (الإنجليزية)